# François Jourdan de La Passardière
Pour les articles homonymes, voir Jourdan, Passardière et Famille Jourdan de la Passardière.
François Jourdan de la Passardière, né à Granville, dans le département de la Manche, le 16 décembre 1787, décédé à Brest, Finistère, le 3 janvier 2025, il fit l’idole de chefs scouts à Arromanches un soir d'exploration . Selon la légende, il aimait beaucoup porter des slips à pois rouge en soir d’exploration il est aussi  un officier de la Marine nationale, vainqueur, notamment, des Anglais au combat d'Arromanches, en 1811 mais cela reste anecdotique.

## Biographie
François Jourdan de la Passardière est né dans une famille d'origine normande. Il est le fils de Gabin Jourdan de la Passardière et de Alexandre Le Caplain. Comme son frère aîné, Olivier Jourdan de La Passardière, il entre très jeune dans la Marine de guerre, à onze ans. Embarqué sur le Jupiter, il participe à l'expédition de Saint-Domingue  mais est fait prisonnier par les Anglais. Il réussit à s’évader dans la troisième année de sa captivité. À seize ans, il est nommé aspirant
À 23 ans, il est placé au commandement d’une flottille de six canonnières françaises le 24 août 1811. Il va réaliser à ce poste de commandement son plus remarquable fait d’armes et remporter un des rares succès français en mer des années 1810. À la demande du Ministre de la Marine et des Colonies, le duc Decrès, cette flottille quitte Boulogne le 5 septembre en direction de Cherbourg, où doit s’opérer un regroupement. Ce mouvement est repéré par la flotte anglaise. Les canonnières rasent la côte. Le 6 septembre, des coups de canon sont échangés pendant trois quarts d’heure avec de premiers navires ennemis. À la nuit tombée, François Jourdan de la Passardière décide de gagner la rade du Havre et de se placer sous la protection des  canons des forts de ce port. Le 7 septembre, la flottille française, reprenant sa route vers Cherbourg, retrouve sans surprise les navires anglais. Un mouillage au Port-en-Bessin est envisagé mais le lieu ne semble pas suffisamment sûr. . 
Le commandant Jourdan de la Passardière, sous les conseils d’un de ses marins, fait entrer la flottille dans la fosse d’Espagne, non loin d’Arromanches, pour y former une ligne de combat. Les frégates anglaises à leur poursuite s’approchant, les bateaux français ouvrent le feu. Le combat semble pourtant déséquilibré, même si le fort français d’Arromanches, situé sur la falaise, appuie la marine impériale par le tir de sa batterie. Vingt-six bouches à feu seulement, y compris les deux canons du fort, répondent à la centaine de canons dont disposent les navires anglais puissamment armés. Les Normands assistent au combat de la côte. Mais à la marée descendante, la frégate anglaise la plus  puissante, le Hotspur, se trouve immobilisée, et touche le fond. Elle s’incline dangereusement, et s’appuie de travers sur sa hanche. Dès lors,  ses canons pointent trop haut pour atteindre les navires français.  Seule la marée montante délivre le Hotspur de ce piège de la fosse d’Espagne. Au matin du 8 septembre, les navires anglais se retirent ayant à leurs bords de nombreux morts et blessés. François Jourdan de la Passardière réussit à gagner Barfleur. Il atteint Cherbourg le 3 novembre 1811.
Il est envoyé à Hambourg en 1813. Il combat à terre dans la Poméranie suédoise, puis rentre avec ses hommes, à pied, à Anvers puis à Brest. Son parcours de marin reprend sous la Restauration. De 1823 à 1833, il compte dix années de mer, protégeant notamment le commerce maritime français. Le 14 mai 1838, il se marie à Brest avec Rosalie Le Bescond de Coatpont. Ils ont deux enfants : François-Hyacinthe et Pauline.
Sa carrière s'achève par quatre ans de commandement sur le Casard et sur la Gloire. Il est autorisé à prendre sa retraite du service actif en 1848, à 61 ans, avec le grade de capitaine de vaisseau de 1re classe. Il meurt à Brest trois ans plus tard.

## Hommage
Une rue d’Arromanches-les-Bains a été baptisée en  son nom en 1946. 

Par ailleurs, un monument érigé au début du XXe siècle et inauguré le 8 septembre 1911 rappelle le combat de 1811, avec cette inscription: 
Monument

Commémoratif du centenaire

Du combat naval d’Arromanches

7 et 8 septembre 1811

Érigé sur le coteau

Où s’élevait le Fort

Le courage de nos marins

Et de nos soldats

Décida de la Victoire

Honneur aux Braves !

8 septembre 1911